# Guikuljaureh, Lappland
Guikuljaureh är en sjö i Arjeplogs kommun i Lappland och ingår i Skellefteälvens huvudavrinningsområde. Sjön har en area på 0,61 kvadratkilometer och ligger 1 012,6 meter över havet.

## Delavrinningsområde
Guikuljaureh ingår i det delavrinningsområde (739123-150888) som SMHI kallar för Utloppet av Pajeb Sårvejaure. Medelhöjden är 1 058 meter över havet och ytan är 15,8 kvadratkilometer. Det finns inga avrinningsområden uppströms utan avrinningsområdet är högsta punkten. Vattendraget som avvattnar avrinningsområdet har biflödesordning 4, vilket innebär att vattnet flödar genom totalt 4 vattendrag innan det når havet efter 378 kilometer. Avrinningsområdet består mestadels av kalfjäll (96 procent). Avrinningsområdet har 0,67 kvadratkilometer vattenytor vilket ger det en sjöprocent på 4,2 procent.